# Associação Internacional de Direito Penal
A Associação Internacional de Direito Penal (AIDP) ( em francês:  L'Association Internationale de Droit Penal) é uma associação fundada em Paris em 14 de março de 1924. Surgiu de uma reorganização da União Internacional de Direito Penal (UIDP), fundada em Viena em 1889 por três advogados de destaque, especialistas em direito penal: Franz von Listz, Gerard Van Hamel e Adolphe Prins, e que foi dissolvida após a Primeira Guerra Mundial. 
Antes de 1939, as principais figuras da Associação eram Vespasien Pella da Romênia, Henri Donnedieu de Vabres e Jean-Andre Roux da França, Henri Carton de Wiart da Bélgica, Megalos Caloyanni da Grécia e Emil Stanislaw Rappaport da Polônia.
 

A AIDP é a organização global mais antiga que reúne especialistas em direito penal e uma das sociedades científicas mais antigas do mundo.[carece de fontes?]